# Clytus blaisdelli
Clytus blaisdelli là một loài bọ cánh cứng trong họ Cerambycidae.